# Morbier (Jura)
Morbier és un municipi francès situat al departament del Jura i a la regió de Borgonya - Franc Comtat. L'any 2007 tenia 2.248 habitants.

## Demografia

### Població
El 2007 la població de fet de Morbier era de 2.248 persones. Hi havia 920 famílies de les quals 228 eren unipersonals (120 homes vivint sols i 108 dones vivint soles), 320 parelles sense fills, 292 parelles amb fills i 80 famílies monoparentals amb fills.
La població ha evolucionat segons el següent gràfic:
Habitants censats

### Habitatges
El 2007 hi havia 1.180 habitatges, 930 eren l'habitatge principal de la família, 165 eren segones residències i 85 estaven desocupats. 721 eren cases i 446 eren apartaments. Dels 930 habitatges principals, 681 estaven ocupats pels seus propietaris, 227 estaven llogats i ocupats pels llogaters i 22 estaven cedits a títol gratuït; 18 tenien una cambra, 70 en tenien dues, 147 en tenien tres, 212 en tenien quatre i 483 en tenien cinc o més. 811 habitatges disposaven pel capbaix d'una plaça de pàrquing. A 402 habitatges hi havia un automòbil i a 476 n'hi havia dos o més.

### Piràmide de població
La piràmide de població per edats i sexe el 2009 era:
| Homes | Edats   | Dones |
| ----- | ------- | ----- |
| 0     | 95 o +  | 0     |
| 4     | 90 a 94 | 4     |
| 4     | 85 a 89 | 4     |
| 16    | 80 a 84 | 0     |
| 20    | 75 a 79 | 36    |
| 24    | 70 a 74 | 52    |
| 56    | 65 a 69 | 64    |
| 48    | 60 a 64 | 44    |
| 60    | 55 a 59 | 40    |
| 84    | 50 a 54 | 76    |
| 92    | 45 a 49 | 64    |
| 76    | 40 a 44 | 80    |
| 84    | 35 a 39 | 88    |
| 64    | 30 a 34 | 80    |
| 76    | 25 a 29 | 88    |
| 44    | 20 a 24 | 60    |
| 64    | 15 a 19 | 80    |
| 80    | 10 a 14 | 52    |
| 104   | 5 a 9   | 36    |
| 56    | 0 a 4   | 44    |

## Economia
El 2007 la població en edat de treballar era de 1.508 persones, 1.148 eren actives i 360 eren inactives. De les 1.148 persones actives 1.101 estaven ocupades (583 homes i 518 dones) i 47 estaven aturades (25 homes i 22 dones). De les 360 persones inactives 140 estaven jubilades, 147 estaven estudiant i 73 estaven classificades com a «altres inactius».

### Ingressos
El 2009 a Morbier hi havia 947 unitats fiscals que integraven 2.381,5 persones, la mediana anual d'ingressos fiscals per persona era de 22.807 €.

### Activitats econòmiques
Dels 136 establiments que hi havia el 2007, 2 eren d'empreses extractives, 3 d'empreses alimentàries, 3 d'empreses de fabricació de material elèctric, 24 d'empreses de fabricació d'altres productes industrials, 13 d'empreses de construcció, 26 d'empreses de comerç i reparació d'automòbils, 3 d'empreses de transport, 15 d'empreses d'hostatgeria i restauració, 1 d'una empresa d'informació i comunicació, 4 d'empreses financeres, 7 d'empreses immobiliàries, 13 d'empreses de serveis, 18 d'entitats de l'administració pública i 4 d'empreses classificades com a «altres activitats de serveis».
Dels 22 establiments de servei als particulars que hi havia el 2009, 1 era una oficina de correu, 4 tallers de reparació d'automòbils i de material agrícola, 1 taller d'inspecció tècnica de vehicles, 3 paletes, 2 guixaires pintors, 2 fusteries, 1 lampisteria, 1 empresa de construcció, 1 perruqueria, 5 restaurants i 1 agència immobiliària.
Dels 7 establiments comercials que hi havia el 2009, 1 era un hipermercat, 2 fleques, 1 una fleca, 1 una llibreria, 1 una botiga de mobles i 1 una joieria.
L'any 2000 a Morbier hi havia 10 explotacions agrícoles que ocupaven un total de 420 hectàrees.

## Equipaments sanitaris i escolars
L'únic equipament sanitari que hi havia el 2009 era una farmàcia.
El 2009 hi havia 1 escola maternal i 2 escoles elementals.

## Poblacions més properes
El següent diagrama mostra les poblacions més properes.